# Cyprinodon alvarezi
Cyprinodon alvarezi es una especie de pez de la familia de los ciprinodóntidos en el orden de los ciprinodontiformes. Su nombre común es Cachorrito de Potosí.

## Morfología
Los machos pueden alcanzar los 5 cm de longitud total.

## Distribución geográfica
Se encontraban en Norteamérica: México, en San Luis Potosí, pero actualmente están extintos de sus hábitat natural.